# Tachyphyle subfulvata
Tachyphyle subfulvata är en fjärilsart som beskrevs av W. Warren 1906. Tachyphyle subfulvata ingår i släktet Tachyphyle och familjen mätare. Inga underarter finns listade i Catalogue of Life.